# Ivan Dzjuba
Ivan Mychajlovyč Dzjuba (Іва́н Миха́йлович Дзю́ба, 26. června 1931, Mykolajivka, Doněcká oblast – 22. února 2022, Kyjev) byl ukrajinský literární kritik, sociální aktivista, disident, nejznámější autor ukrajinského samizdatu, politický vězeň, akademik, Ministr kultury nezávislé Ukrajiny (1992–1994), předseda komise udělující národní Cenu Tarase Ševčenka, koeditor Encyklopedie moderní Ukrajiny, hlavní editor časopisu Současnost (Сучасність), člen ediční rady vědeckých časopisů Kyjivska starovyna (Київська старовина), Slovo i čas (Слово і час), Jevroatlantyka (Євроатлантика) ad.

## Život
Ivan Dzjuba pocházel z rolnické rodiny v Mykolajivce, kde se mluvilo pouze rusky. Roku 1932 rodina uprchla před hladomorem a přestěhovala se do dělnické obce Novotroyitske a odtud do hornické obce Olenivski Karjery (Dokučajivsk) v Doněcké oblasti, kde Ivan dokončil střední školu. Absolvoval Doněcký pedagogický institut (1949–1953) a postgraduálně studoval na Literárním institutu Ukrajinské akademie věd (1953–1956).
Od roku 1950 psal literární kritiky a zejména ve druhé polovině 50. let kritizoval grafománii a provincialismus ukrajinských spisovatelů. Od roku 1957 byl redaktorem vydavatelství "Dnipro", později editor nebo korektor některých periodik. Roku 1959 se stal členem Ukrajinské unie spisovatelů (SPU). Roku 1962 byl propuštěn z redakce časopisu "Вітчизна" pro "ideologická pochybení". V 60. letech se podílel na činnosti "Klubu kreativního mládí" v Kyjevě, který založil Ivan Svitlyčnyj. Stal se jedním z mluvčích generace "Šedesátníků", odmítal oficiální teorie stalinské éry a povzbuzoval emancipaci poválečné generace ukrajinských spisovatelů z vlivu ruské literatury. Byl součástí hnutí, které se vymezovalo proti rusifikaci a zastával se pronásledovaných ukrajinských intelektuálů po jejich masovém zatýkání roku 1965. Spolu s ostatními disidenty podepsal petice za osvobození politických vězňů.
Roku 1965 napsal knihu Internacionalizm čy rusyfikacija? (Internacionalismus nebo rusifikace?) a zaslal ji prvnímu tajemníku Ukrajinské komunistické strany Petro Šelestovi a předsedovi rady ministrů USSR Volodymyru Ščerbyckému. Dzjuba poukazuje na ničení ukrajinské inteligence a společnosti pod záminkou internacionalizace a rusifikaci považuje za pokračování imperiální politiky carského Ruska. Text byl hojně přepisován a koloval jako samizdat po celé Ukrajině. Roku 1968 vyšel na Západě v překladech do několika jazyků. Dzjuba vystoupil s projevem také po promítání filmu Sergeje Paradžanova Stíny zapomenutých předků v září 1965 v Kyjevě a roku 1966 při 25. výročí vraždy ukrajinských Židů v památníku Babí Jar, kde kritizoval "bezohlednou, krutou a nesmyslnou perzekuci ukrajinského národního a kulturního života" sovětským režimem. Roku 1967 byl při procesu s Vjačeslavem Čornovilem a spolu s dalšími disidenty odeslal dopis, ve kterém protestuje proti porušování práva během procesu. ÚV KS USSR reagoval článkem "Jak a co I. Dzjuba obhajuje", na který napsal odpověď V. Čornovil (Jak a co B. Stenčuk obhajuje, aneb 66 odpovědí "internacionalistovi").
Dzjuba byl nějaký čas považován za reformistu a úřady ho tolerovaly. Nepočítal s tím, že kvůli jeho knize bude ustavena zvláštní komise ÚV KS Ukrajiny a bude obviněn z vyvolávání nepřátelství mezi národy Sovětského svazu. V polovině 60. let byl propuštěn ze zaměstnání, přestaly vycházet jeho články a publikace a KGB ho sledovala. Roku 1969 ho kyjevská pobočka SPU vyloučila, ale celostátní plénum SPU toto rozhodnutí roku 1970 přehlasovalo. Během nové vlny pronásledování disidentů byl Dzjuba v lednu 1972 zatčen, vyloučen z SPU a v dubnu 1973 odsouzen na 5 let vězení. Jediným důvodem byla jeho kniha Internacionalismus nebo rusifikace?. Měl v té době otevřenou formu tuberkulózy, přiznal vinu a distancoval se od vydání své knihy v zahraničí. Ještě na podzim téhož roku mu byl trest prominut a po 18 měsících věznění byl propuštěn.
Jeho neschopnost stát za svými názory tvrdě kritizovali disidenti, zejména Valentyn Moroz a Leonid Pljušč (Facets of a Crystal, 1978). V 80. letech žil Dzjuba v izolaci, pracoval pro menší tiskovinu v Kyjevě a psal opatrné literární kritiky. V té době podrobně zmapoval literaturu pobaltských, kavkazských a středoasijských národů a zabýval se jejich historií, oproštěnou od ideologických nánosů a deformací. Roku 1980 byl znovu přijat do Ukrajinské unie spisovatelů a roku 1981 vyšly jeho literární eseje Na puľsi doby. Teprve v době perestrojky se znovu objevil na veřejnosti jako důležitý zastánce ukrajinských zájmů a od druhé poloviny 80. let byl nejvýznamnějším ukrajinským literárním kritikem. Roku 1986 vyšel soubor jeho esejů Avtohrafy vidrodženňa (Autografy znovuzrození) a řada prací o Tarasu Ševčenkovi, ve kterých zdůraznil jeho národní cítění a kritiku Panslavismu. Od roku 1989 byl vědeckým pracovníkem Institutu literatury Ukrajinské akademie věd.
Po vyhlášení Ukrajinské nezávislosti roku 1991 se stal předsedou Národní asociace ukrajinistů a v letech 1992–1994 byl ukrajinským Ministrem kultury. Od roku 1996 byl sekretářem Ukrajinské národní akademie věd. V letech 1991-2000 byl vedoucím spolueditorem měsíčníku Sučasnisť (Současnost), od roku 1998 vedoucím spolueditorem Encyklopedie současné Ukrajiny. Zastával řadu veřejných funkcí, pracoval v administrativě prezidenta (1997-2001) a od roku 1999 byl předsedou komise udělující Národní ceny Tarase Ševčenka.
Zemřel 22. února 2022 v Kyjevě, dva dny před zahájením ruské invaze na Ukrajinu, ve věku 90 let.

### Ocenění
- 1987 Literární cena O. Biletského
- 1991 Státní cena Tarase Ševčenka
- 1992 Mezinárodní cena Nadace Omeljana a Tatjány Antonovič
- 1996 Cena V Žabotinského
- 2001 Hrdina Ukrajiny
- 2009 Řád svobody
- 2022 Řád knížete Jaroslava Moudrého 5. stupně
- Od roku 2022 nese jeho jméno ulice v Kyjevě
- Dokumenární film Ivan a Marta natočil roku 2023 režisér S. Bukovský[4]